# Gary Coleman
Gary Wayne Coleman (Zion, Illinois, 8 februari 1968 - Provo, Utah, 28 mei 2010) was een Amerikaans acteur.

## Biografie
Coleman speelde onder meer van 1978 tot en met 1986 Arnold Jackson in de komedieserie Diff'rent Strokes. Hiervoor won hij van 1980 tot en met 1983 vier jaar achter elkaar de People's Choice Award voor het favoriete jonge gezicht op televisie. Hij verdiende op een gegeven moment rond de $70.000 per aflevering voor Diff'rent Strokes. Voor zijn rol als Lester in de romantische komedie On the Right Track werd hij daarentegen genomineerd voor zowel de Razzie Award voor slechtste nieuwkomer als die voor slechtste acteur.
De 1,42 meter lange Coleman was te zien in meer dan twintig films, waarvan ongeveer de helft televisiefilms. Hij speelde gastrollen in onder meer The Jeffersons, Buck Rogers in the 25th Century, Married... with Children en The Drew Carey Show. Hij was te zien in films als On the Right Track, Jimmy the Kid, Party en Dirty Work. Hij sprak zijn stem in voor het personage Kenny Falmouth in het computerspel The Curse of Monkey Island.

## Overlijden
Op woensdag 26 mei 2010 kreeg Coleman een hersenbloeding ten gevolge van een val op zijn hoofd. Zijn ex-vrouw gaf opdracht de beademing stop te zetten, dit op zijn verzoek. Op vrijdag 28 mei 2010 stierf Coleman, hij werd 42 jaar.

## Trivia
- Coleman had een nierprobleem; zijn eerste transplantatie was in 1973, zijn tweede in 1984.
- Hij verkondigde in het programma Geraldo dat hij ooit een zelfmoordpoging deed door een overdosis pillen te slikken.
- Coleman werkte als beveiliger en later in de politiek. Hij stelde zich in mei 2000 verkiesbaar voor de Amerikaanse Senaat.
- Hij verscheen in een rechtbankprogramma voor acteur Mills Lane. Hij moest 1665 dollar schadevergoeding betalen aan buschauffeur Tracy Fields, om haar ziekenhuisrekeningen te compenseren. Coleman had haar op haar hoofd geslagen in een winkelcentrum, kennelijk omdat hij zich bedreigd voelde door handtekeningenjaagster Fields.
- Hij klaagde zijn ouders aan, omdat hij vond dat ze misbruik hadden gemaakt van een van zijn fondsen. Hij kreeg daarbij 1,3 miljoen dollar toegewezen.

## Filmografie
- Medical Center Televisieserie - James (Afl., Appointment with Danger, 1974)
- The Little Rascals (Televisiefilm, 1978) - Stymie
- The Jeffersons Televisieserie - Raymond (Afl. Uncle George and Aunt Louise, 1978)
- Good Times Televisieserie - Gary James (Afl. That's Entertainment, Evans Style, 1978, Florida Gets a Job, 1978)
- The Kid from Left Field (Televisiefilm, 1979) - Jackie Robinson 'J.R.' Cooper
- Buck Rogers in the 25th Century Televisieserie - Hieronymous Fox (Afl. Cosmic Whiz Kid, 1979, A Blast for Buck, 1980)
- Lucy Moves to NBC (Televisiefilm, 1980) - V.P. of Programming
- The Big Show Televisieserie - Presentator (Episode 1.1, 1980)
- Scout's Honor (Televisiefilm, 1980) - Joey Seymour
- The Facts of Life Televisieserie - Arnold Jackson (Afl. Rough Housing, 1979, The New Girl: Part 1, 1980)
- On the Right Track (1981) - Lester
- The Kid with the Broken Halo (Televisiefilm, 1982) - Andy LeBeau
- The Gary Coleman Show Televisieserie - Andy LeBeay (1982, stem)
- Silver Spoons Televisieserie - Arnold Jackson (Afl. The Great Computer Caper, 1982)
- Jimmy the Kid (1982) - Jimmy
- The Kid with the 200 I.Q. (Televisiefilm, 1983) - Nick Newell
- The Fantastic World of D.C. Collins (Televisiefilm, 1984) - D.C. Collins
- Playing with Fire (Televisiefilm, 1985) - David Phillips
- Amazing Stories Televisieserie - Arnold Jackson (Afl. Remote Control Man, 1985)
- Simon & Simon Televisieserie - Lewis Peoples (Afl. Like Father, Like Son, 1986)
- Diff'rent Strokes Televisieserie - Arnold Jackson (184 afl., 1978-1986)
- 227 Televisieserie - Mr. Bigg (Afl. Knock It Off, 1990)
- Party (1994) - The Liar
- Married... with Children Televisieserie - Inspecteur (Afl., How Green Was My Apple, 1994)
- Martin Televisieserie - Mad Dog No Good (Afl., High Noon, 1995)
- Unhappily Ever After Televisieserie - The Devil (Afl., Hot Wheels, 1995)
- Fox Hunt (1996) - Murray Lipschitz, Jr.
- The Fresh Prince of Bel-Air Televisieserie - Arnold Jackson-Drummond (Afl. I, Done: Part 2, 1996)
- Homeboys in Outer Space Televisieserie - Snafu (Afl. How the West Was Lost, or, Daddy's Home, 1997)
- Waynehead Televisieserie - Kevin (Afl. Demon of the Dozens, 1996, Brothers and Bros., 1996, Dad's a Spaz, 1996, The Be Cool or Not to Be, 1997, Bummed Out, 1997)
- The Curse of Monkey Island (Computerspel, 1997) - Kenny Falmouth (Stem)
- Dirty Work (1998) - Gary Coleman
- Like Father, Like Santa (Televisiefilm, 1998) - Ignatius
- Shafted! (1999) - Rol onbekend
- The Flunky (2000) - Rol onbekend
- Son of the Beach Televisieserie - Rol onbekend (Afl. Attack of the Cocktopuss, 2000)
- Electric Playground Televisieserie - Rol onbekend (Episode 4.5, 2000)
- The Jamie Foxx Show Televisieserie - Cupido (Afl. Cupid, 2000)
- The Drew Carey Show Televisieserie - Drew's dubbelganger (Afl. What's Wrong with This Episode IV, 2001)
- The Rerun Show Televisieserie - Beveiliger (Afl. The Facts of Life: Shoplifting/The Jeffersons: A Bedtime Story, 2002)
- Son of the Beach Televisieserie - Saltine Cracker (Afl. The Long Hot Johnson, 2002)
- A Carol Christmas (Televisiefilm, 2003) - Christmas Past
- Drake & Josh Televisieserie - Gary Coleman (Afl. The Gary Grill, 2004)
- Church Ball (2006) - Charles Higgins
- A Christmas Too Many (DVD, 2007) - Pizza Guy
- An American Carol (2008) - Bacon Stains Malone
- Midgets Vs. Mascots (2009) - Gary

- Biblioteca Nacional de España: XX1579896
- Bibliothèque nationale de France: cb140665808 (data)
- International Standard Name Identifier: 0000 0000 7825 0027
- Library of Congress Control Number: n2010018424
- Istituto Centrale per il Catalogo Unico: DDSV288507
- SNAC: w6t56qzh
- Système universitaire de documentation: 145003299
- Virtual International Authority File: 69135367
- WorldCat: E39PBJmDkyD9gg7H7DR6QVFBT3